# NGC 3953
NGC 3953 је спирална галаксија у сазвежђу Велики медвед која се налази на NGC листи објеката дубоког неба.
Деклинација објекта је + 52° 19' 30" а ректасцензија 11h 53m 48,4s. Привидна величина (магнитуда) објекта NGC 3953 износи 9,8 а фотографска магнитуда 10,6. Налази се на удаљености од 19,373 милиона парсека од Сунца. NGC 3953 је још познат и под ознакама UGC 6870, MCG 9-20-26, CGCG 269-13, PGC 37306.